# Выборы в Ассамблею Северной Ирландии (2017)
 Шинн Фейн
 Ольстерская юнионистская партия
 Социал-демократическая и лейбористская партия
 Партия «Альянс»
 Зелёная партия Северной Ирландии
 «Люди важнее прибыли»
 «Голос традиционных юнионистов»
Выборы в Ассамблею Северной Ирландии 2017 года состоялись 2 марта. На них были избраны 90 депутатов Ассамблеи по системе единственного передаваемого голоса. Это были шестые по счёту выборы с тех пор как в 1998 году был создан новый однопалатный законодательный орган Северной Ирландии. Выборы внеочередные и были назначены после того как отставка Мартина Макгиннесса с поста заместителя Первого министра привела к развалу правящей коалиции.
В пятой ассамблее, избранной в мае 2016 года, были представлены восемь партий: Демократическая юнионистская партия, Шинн Фейн, Юнионистская партия Ольстера, Социал-демократическая и лейбористская партия, партия «Альянс», Зелёная партия, «Люди важнее прибыли» и «Голос традиционных юнионистов», а также один независимый юнионист.

## Предыстория
В мае 2013 года Тереза Вильерс, министр по делам Северной Ирландии, объявила, что следующие выборы в Ассамблею Северной Ирландии будут перенесены с 2015 года на май 2016 года, чтобы не проходить в один год с выборами в Палату общин Великобритании, и, что отныне региональный парламент будет избираться не раз в четыре года, а раз в пять лет. В 2014 году британский парламент принял Закон о Северной Ирландии (Прочие положения) (англ. Northern Ireland (Miscellaneous Provisions) Act 2014). 7-й раздел этого закона определяет, что выборы проходят в первый четверг в мае на пятый календарный год, следующий после того, в котором был избран предыдущий состав парламента,. Тем не менее, на основании статьи 31(1) Закона о Северной Ирландии 1998 года (англ. Northern Ireland Act 1998) можно было назначить досрочные выборы в Ассамблею.
9 января 2017 года в отставку с поста заместителя первого министра лидер партии Шинн Фейн Мартин Макгиннесс. Сделал он это в знак протеста против скандала вокруг внедрения возобновляемой системы теплоснабжения и отказа главы правительства региона Арлин Фостер уйти в отставку, а также из-за разногласий по ряду других вопросов, таких как неспособность кабинета добиться финансирования расследования убийств во время этнополитического конфликта 1960-х—1990-х годов и прекращение финансирования проект поддержки ирландского языка. Первый министр Арлин Фостер, лидер главной партии правящей коалиции, Демократической юнионистской, отказалась временно уйти в отставку, чтобы облегчить проведение расследования по делу о нецелевом использовании средств в размере 490 млн фунтов стерлингов при реализации программы стимулирования использования в регионе возобновляемых источников тепловой энергии, которую она курировала в должности министра предпринимательства, торговли и инвестиций. В соответствии с соглашением о разделе власти, заключённому при создании правящей коалиции, отставка Макгиннесса с поста заместителя Первого министра, означала, что Фостер автоматически теряет должность Первого министра.
В течение семи дней партия Шинн Фейн могла представить своего кандидата на должность заместителя Первого министра, но на пленарном заседании Ассамблеи 16 января отказалась сделать это, тем самым окончательно похоронив кабинет министров. В результате, министр по Северной Ирландии Джеймс Брокеншир в тот же день подтвердил назначение досрочных выборов на 2 марта.

## Результаты
Согласно закону, принятому летом 2016 года, количество членов Ассамблеи Северной Ирландии было сокращено с 108 до 90 человек за счёт уменьшения числа депутатов, избираемых в каждом избирательном округе от 6 до 5.
| Партия | Партия                                        | Лидер                  | Мест | % мест | Голосов | % голосов | Δ |
|        | Демократическая юнионистская партия           | Арлин Фостер           | 28   |        | 225 413 | 28,1 %    |   |
|        | Шинн Фейн                                     | Мартин Макгиннесс      | 27   |        | 224 245 | 27,9 %    |   |
|        | Ольстерская юнионистская партия               | Майк Несбитт           | 10   |        | 103 314 | 12,9 %    |   |
|        | Социал-демократическая и лейбористская партия | Колум Иствуд           | 12   |        | 95 958  | 11,9 %    |   |
|        | Партия «Альянс»                               | Наоми Лонг             | 8    |        | 72 717  | 9,1 %     |   |
|        | Зелёная партия Северной Ирландии              | Стивен Эгнью           | 2    |        | 18 527  | 2,3 %     |   |
|        | «Люди важнее прибыли»                         | коллективное лидерство | 1    |        | 14 100  | 1,8 %     |   |
|        | «Голос традиционных юнионистов»               | Джим Аллистер          | 1    |        | 20 523  | 2,6 %     |   |
|        | Независимые                                   |                        | 1    |        |         |           |   |